# Poecilochroa bifasciata
Poecilochroa bifasciata är en spindelart som beskrevs av Banks 1902. Poecilochroa bifasciata ingår i släktet Poecilochroa och familjen plattbuksspindlar. Inga underarter finns listade i Catalogue of Life.